# Tadeusz Bielecki
Tadeusz Pankracy Bielecki (ur. 30 stycznia 1901 w Słupi, zm. 5 lutego 1982 w Londynie) – polski polityk i publicysta narodowy. Od czerwca 1939 prezes Zarządu Głównego Stronnictwa Narodowego, w latach 1946–1947 redaktor naczelny pisma „Myśl Polska”. Poseł na Sejm III kadencji, członek Komitetu dla Spraw Kraju od stycznia 1940.

## Życiorys

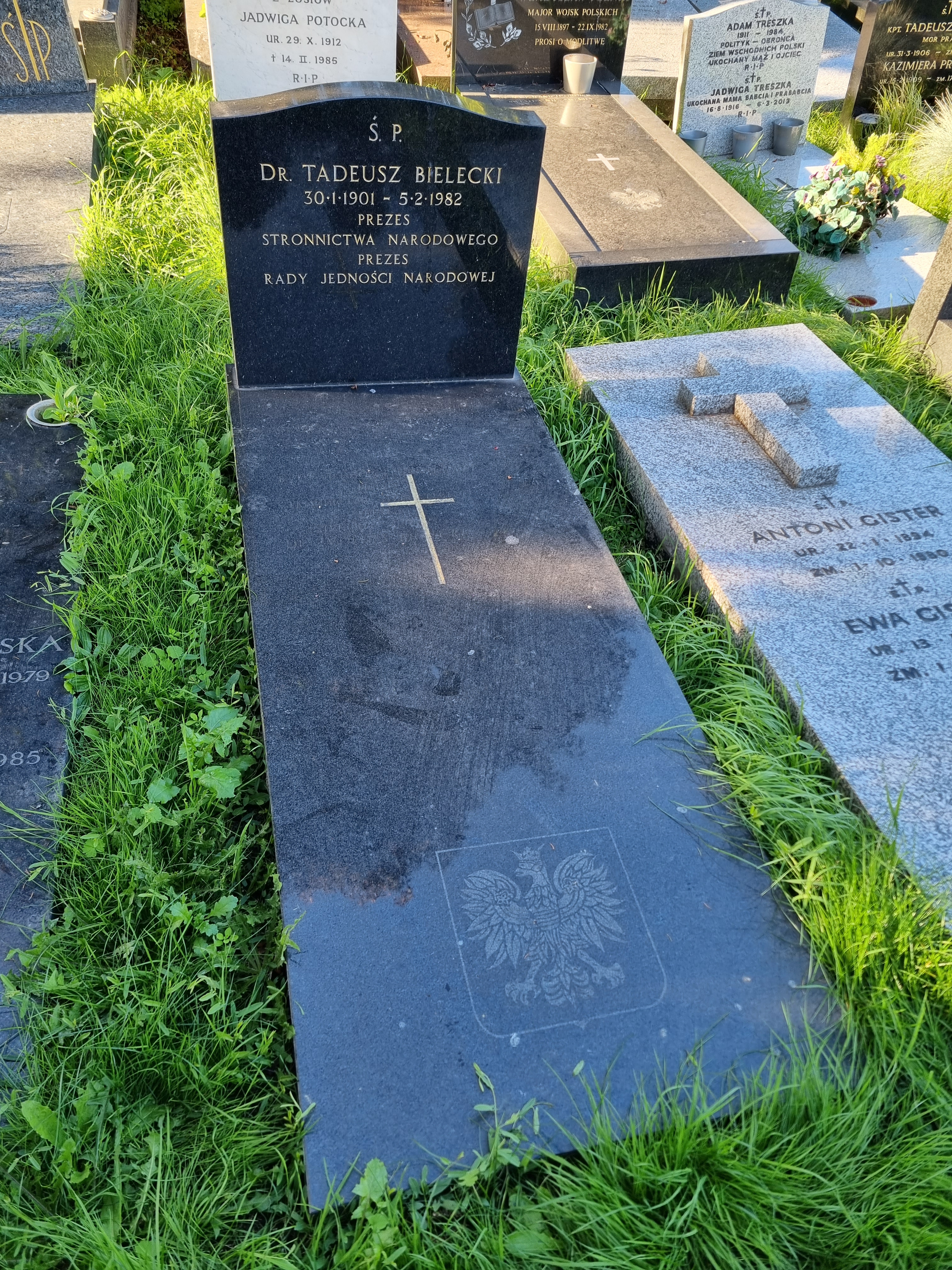
Grób Tadeusza Bieleckiego na Cmentarzu Gunnersbury

### Edukacja i młodość
Pochodził z rodziny nauczycielskiej. Maturę zdał w Wyższej Szkole Realnej w Będzinie. Od 1919 studiował na Wydziale Filozoficznym Uniwersytetu Jagiellońskiego. Od 1924 równolegle uczył się na Wydziale Prawa Uniwersytetu Warszawskiego oraz w Szkole Nauk Politycznych. Wziął udział jako ochotnik w wojnie 1920 roku. Podczas studiów przystąpił do Młodzieży Wszechpolskiej. Był animatorem zakonspirowanej Narodowej Organizacji Gimnazjalnej oraz koordynatorem akcji narodowościowej numerus clausus prowadzonej na polskich uczelniach wyższych. Aresztowany obok Klaudiusza Hrabyka jako lider krakowskiej Młodzieży Wszechpolskiej z polecenia premiera Władysława Sikorskiego w związku z zamachem bombowym 21 kwietnia 1923 na rektora UJ Władysława Natansona, przeciwnika numerus clausus; zwolniony po interwencji posła Tadeusza Tabaczyńskiego. 

### Okres międzywojenny
W latach 1923–1926 pracował jako nauczyciel gimnazjalny w Krakowie. Od 1924 był członkiem tajnej Ligi Narodowej, a od 1928 sekretarzem „Straży Narodowej” i szefem pionu odpowiedzialnego w niej za młodzież. W 1926 przeniósł się do Warszawy. Do 1927 był sekretarzem osobistym Romana Dmowskiego. Pracę doktorską pt. Poglądy społeczno-polityczne P. Świtkowskiego, napisaną pod kierunkiem I. Chrzanowskiego, obronił na UJ w 1927. Dyplom magistra prawa otrzymał na UW w 1929.
Był jednym z głównych liderów pokolenia „młodych” narodowców, związanych z założonym w 1926 Obozem Wielkiej Polski (był pomysłodawcą nazwy dla tej organizacji). Należał do władz OWP: Wydziału Wykonawczego, a od 1927 wiceprzewodniczącym autonomicznego Wydziału Wykonawczego Ruchu Młodych OWP. Po tzw. „Wyborach Brzeskich” w 1930 otrzymał mandat posła na Sejm, wybrany został z listy Stronnictwa Narodowego. Zastąpił posła Kazimierza Brzezińskiego, który zrzekł się mandatu. Mandat sprawował do 1935. Po rozwiązaniu OWP przez władze sanacyjne w 1933, opowiedział się za włączeniem młodzieży OWP w szeregi Stronnictwa Narodowego. Od 1933 pełnił obowiązki kierownika Sekcji Młodych Stronnictwa Narodowego. Był przeciwny frondzie młodych z ruchu narodowego i powoływaniu nowej formacji pod nazwą Obóz Narodowo-Radykalny (ONR), uważając, że rozbije to i osłabi polski ruch narodowy. Dzięki jego wysiłkowi i przeprowadzeniu serii spotkań z terenowymi działaczami „młodych” udało się znacznie ograniczyć proces przechodzenia członków SN do ONR. Jak całe jego pokolenie narodowców („młoda endecja”), uosabiał Bielecki zwrot ku nacjonalizmowi chrześcijańskiemu, wyzbywającemu się pozostałości liberalizmu i pozytywistycznego agnostycyzmu. Za najbliższy jego pojmowaniu nacjonalizmu uważał poglądy Antónia de Oliveira Salazara, a po wojnie również gaullizm. Odróżniał dwa rodzaje nacjonalizmów: 1) „dzikie, pogańskie, rewolucyjne, integralne, lewicowe, imperialistyczne, materialistyczne, biologiczne, negatywne, antyparlamentarne i zamknięte”, oraz 2) „oświecone, chrześcijańskie, ewolucyjne, republikańskie, «burżuazyjne», obronne, spirytualistyczne, humanistyczne, konstruktywne, demokratyczne, otwarte”.
Był członkiem tajnego kierownictwa obozu narodowego powołanego przez Romana Dmowskiego w 1934, tzw. „Siódemki” – zespołu siedmiu głównych i najbardziej zaufanych działaczy SN, poszerzonego w 1936 do dziewięciu osób („Dziewiątka”). 10 lutego 1935 dzięki poparciu Dmowskiego został mianowany wiceprezesem Zarządu Głównego SN i kierownikiem wydziału organizacyjnego. Był liderem umiarkowanej grupy działaczy SN, która akceptowała możliwość porozumienia z rządzącym obozem sanacyjnym (tzw. Grupa Bieleckiego). Przeciwstawiał się bezkompromisowemu stanowisku działaczy skupionych wokół K. Kowalskiego i Jędrzeja Giertycha, którzy krytykowali politykę ministra Józefa Becka wobec Czechosłowacji (zajęcie Zaolzia w 1938). Od grudnia 1938 był liderem klubu narodowego w Radzie Miejskiej m.st. Warszawy. W czerwcu 1939 został wybrany prezesem Rady Naczelnej Stronnictwa Narodowego, którą to funkcję sprawował do śmierci.

### II wojna światowa
W lipcu 1939 został zmobilizowany i uczestniczył w kampanii wrześniowej (wówczas p.o. prezesa zarządu głównego SN pełnił Mieczysław Trajdos). Następnie przedostał się na Węgry. W Paryżu od stycznia 1940 był zastępcą przewodniczącego I Rady Narodowej Rzeczypospolitej Polskiej. Po upadku Francji przez Vichy i Portugalię dotarł do Wielkiej Brytanii. Pod jego kierownictwem Stronnictwo Narodowe prowadziło politykę opozycyjną wobec rządu gen. Władysława Sikorskiego. Krytykował zawarcie układu Sikorski-Majski, stojąc na stanowisku, że umowa ta nie potwierdziła jednoznacznie integralności przedwojennej polskiej granicy wschodniej, co może mieć w przyszłości konsekwencje polityczne. Doprowadziło to do wystąpienia działaczy SN z rządu generała Sikorskiego. W grudniu 1942 wysunął, jako pierwszy polski polityk, oficjalnie, w imieniu Stronnictwa Narodowego, żądanie przesunięcia granicy zachodniej Polski na Odrze i Nysie Łużyckiej. Od listopada 1944 był zwolennikiem polityki rządu Tomasz Arciszewskiego.

### Emigracja
Po wojnie pozostał na emigracji, biorąc czynny udział w życiu politycznym polskiego wychodźstwa, m.in. współtworzył reprezentację polskich stronnictw powołaną w 1949 pod nazwą Rada Polityczna, która funkcjonowała do 1954. W tym samym roku został prezesem powołanej Tymczasowej Rady Jedności Narodowej i obowiązki te pełnił aż do jej rozwiązania w 1972. W latach 1946–1947 był redaktorem naczelnym pisma narodowego „Myśl Polska”.
W 1961 doprowadził do kolejnego rozłamu w Stronnictwie Narodowym, przyczyniając się do usunięcia z szeregów SN Jędrzeja Giertycha. Powodem było opublikowanie przez Giertycha w 1959 w paryskim piśmie „Horyzonty” „Listu otwartego do pana Nikity Chruszczowa przewodniczącego rady ministrów ZSRR”. Został on przez część emigracji odczytany jako głos aprobaty dla opcji proradzieckiej. Sam Bielecki po latach w swojej pamiętnikarskiej relacji pt. „W szkole Dmowskiego” Giertycha opisał następująco:

Jędrzej Giertych, przy wszystkich swoich zaletach i pracowitości, nie umiał i nie potrafił działać zespołowo.

Wyraził gorące poparcie dla podpisania układu PRL-RFN o uznaniu polskiej granicy na Odrze i Nysie Łużyckiej. Wydarzenie to uważał za moment przełomowy w powojennej historii Polski, a być może w całych naszych dziejach. Wyraził nadzieję na to, że może to być początek nowej ery, która zaprowadzi do pojednania obu narodów. W latach 70. patronował odradzaniu się ruchu narodowego w Polsce. Pomagał w organizowaniu podziemnej poligrafii. Szczególne poparcie wyrażał dla Ruchu Młodej Polski.
Zmarł w Londynie 5 lutego 1982 i został pochowany na Cmentarzu Gunnersbury (Sq. J gr.102).
Opublikował relację pamiętnikarską z okresu współpracy z R. Dmowskim pt. „W szkole Dmowskiego”, Polska Fundacja Kulturalna, Londyn 1968 (ostatnie wyd. Exter, Gdańsk 2000).